# Kościół Matki Bożej Anielskiej w Zakliczynie
Kościół Matki Bożej Anielskiej – rzymskokatolicki kościół parafialny należący do dekanatu Zakliczyn diecezji tarnowskiej.
Obecna świątynia została wzniesiona w latach 1641−1651 i ufundowana przez Zygmunta Aleksandra Tarłę dla zakonu Franciszkanów Reformatów. W 1815 roku została uszkodzona przez pożar a później została odnowiona. 
Jest to budowla reprezentująca styl barokowy, murowana, wybudowana z kamienia i wytynkowana. Świątynia jest jednonawowa i posiada prezbiterium dwuprzęsłowe, zamknięte ścianą prostą. Nawa jest dwuprzęsłowa, a przy niej od strony zachodniej znajduje się przedsionek. Od strony południowej do świątyni jest dobudowany budynek klasztorny i w jego obrębie znajduje się zakrystia. We wnętrzu ściany są rozczłonkowane pilastrami podtrzymującymi przełamujące się belkowanie, w ścianach bocznych nawy znajdują się wnęki na pomieszczenie ołtarzy, zamknięte półkoliście. Prezbiterium jest nakryte sklepieniami krzyżowymi, natomiast nawa kolebkowymi z lunetami. W szczytach wschodnim i zachodnim, w płycinach znajdują się nowsze malowidła z Matką Boską i Okiem Opatrzności. Okna w nawie są zamknięte półkoliście. Przy wejściu do nawy znajduje się portal w stylu barokowym, kamienny, umieszczony w uszatych obramieniach. Budowla nakryta jest dachami dwuspadowymi, nad nawą znajduje się wieżyczka na sygnaturkę w stylu barokowym. Polichromia o charakterze figuralnym i ornamentalnym pochodzi z 2. połowy XIX wieku i według tradycji została namalowana przy współudziale Jacka Malczewskiego.

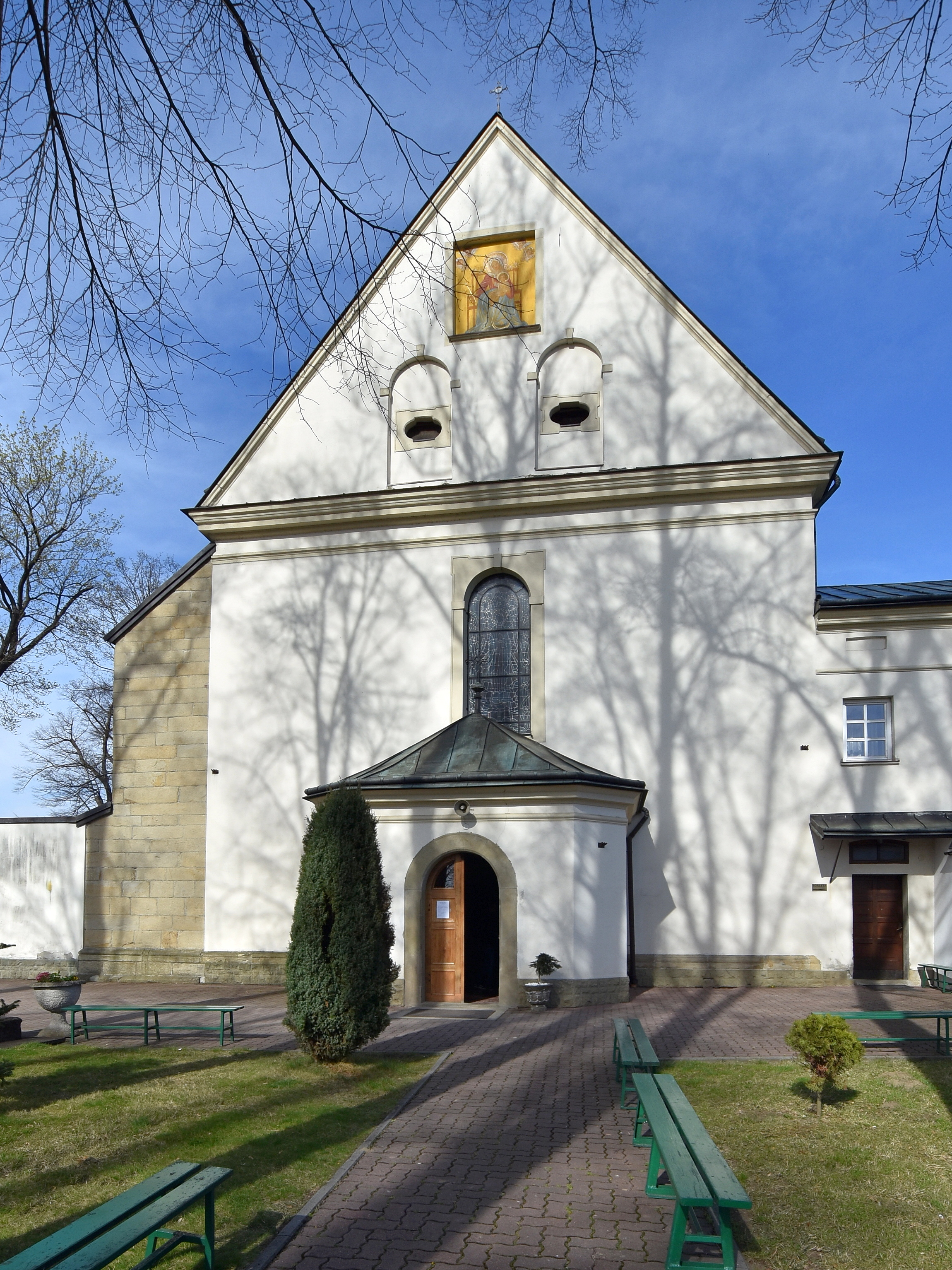
Elewacja frontowa
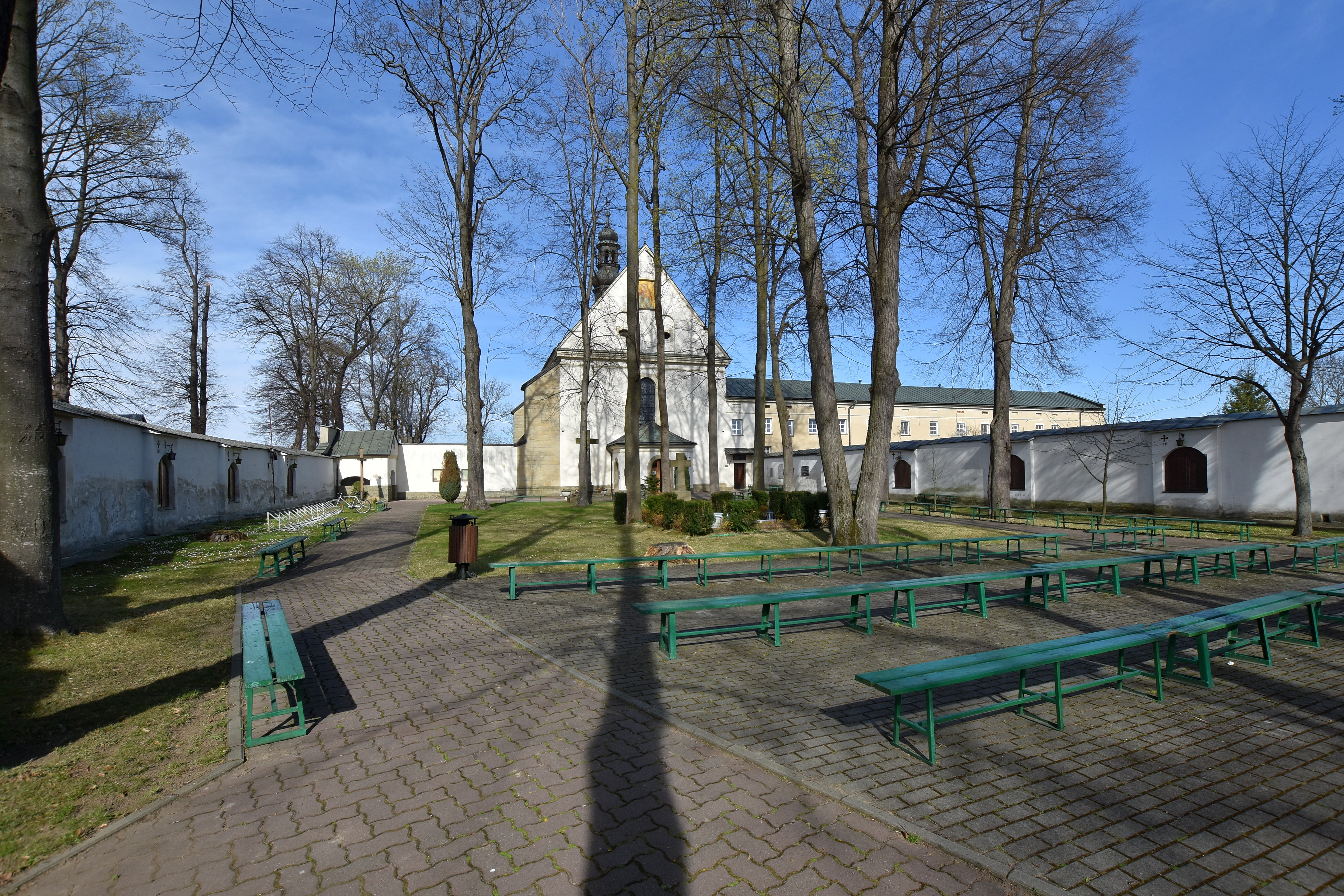
Widok ogólny
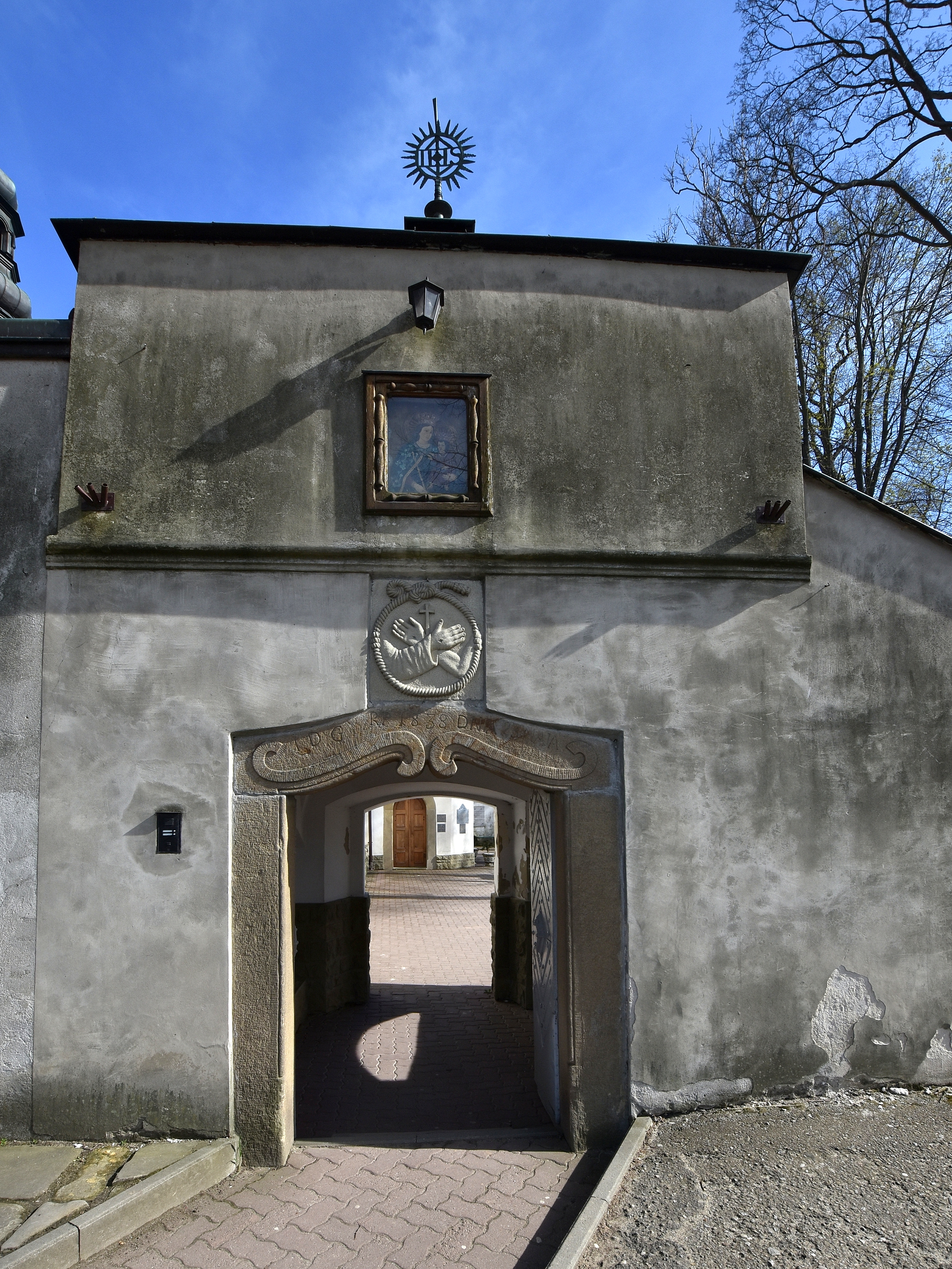
Brama wejściowa